# Лемберг, Иван Иванович
Иван Иванович Лемберг (собственно Иоганн Теодор Лемберг, нем. Johann Theodor Lemberg; 25 августа (6 сентября) 1842, Ревель — 7 (20) ноября 1902, Дерпт) — российский химик, геолог и минералог из балтийских немцев.
Сын Иоганна Детлофа Лемберга, помощника управляющего дворца Екатериненталь. Окончил губернскую гимназию в Ревеле (1860), после чего поступил в Дерптский университет, с которым и был связан далее на протяжении всей научной карьеры. Окончил университетский курс в 1864 году, ученик Карла Шмидта. В 1872 г. защитил магистерскую, в 1877 г. докторскую диссертацию. В 1866—1888 гг. заместитель директора химической лаборатории, одновременно в 1872—1882 гг. приват-доцент, в 1882—1888 гг. доцент. С 1888 г. экстраординарный, с 1889 г. ординарный профессор минералогии. Среди его учеников Вильгельм Оствальд и Густав Тамман; Оствальд писал о Лемберге как о наиболее повлиявшем на него университетском преподавателе, как в отношении манер и стиля, так и в собственно научном смысле, поскольку Лемберг подходил ко многим вопросам со стороны физической химии и настаивал на фундаментальной важности категории химического равновесия. Основные научные труды Лемберга были связаны с природными трансформациями силикатов, в том числе под воздействием солевых растворов; значительные научные результаты Лемберга остались малозаметными для научного сообщества химиков, поскольку публиковались преимущественно в изданиях по геологии.